# Lanchy
Lanchy es una comuna francesa situada en el departamento de Aisne, de la región de Alta Francia.

## Geografía
Está ubicada a 15 km al oeste de San Quintín, cerca del departamento de Somme.

## Demografía
| 66 | 68 | 60 | 53 | 54 | 63 | 52 | 40 |
| Para los censos de 1962 a 1999 la población legal corresponde a la población sin duplicidades (Fuente: INSEE [Consultar]) |    |    |    |    |    |    |    |